# Vlag van Bernisse

Vlag van de gemeente Bernisse (1988-2015)

De vlag van Bernisse is op 15 augustus 1988 bij raadsbesluit vastgesteld als de gemeentevlag van de Zuid-Hollandse gemeente Bernisse. De vlag kan als volgt worden beschreven:
Drie banen van gelijke hoogte in groen, wit en groen, met op de bovenste baan vier witte Andreaskruizen en op de onderste baan twee witte Andreaskruizen op dezelfde lengte als de twee middelste kruizen op de bovenste baan; over de witte baan een gegolfde blauwe baan met een hoogte van 1/9 van de vlaghoogte.
De Andreaskruizen op de vlag zijn ontleend aan het gemeentewapen, en kwamen oorspronkelijk voor in het wapen van de heerlijkheid Putten. Ze symboliseren op de vlag de plaatsen Abbenbroek, Heenvliet, Oudenhoorn en Zuidland op het eiland Voorne en de plaatsen Geervliet en Simonshaven op het eiland Putten. De golvende blauwe lijn stelt de Bernisse voor, die de gemeente doorsneed. De kleuren groen en wit kwamen voor in het wapen en de vlag van Zuidland.
Op 1 januari 2015 ging Bernisse samen met Spijkenisse op in de gemeente Nissewaard. De vlag kwam daardoor als gemeentevlag te vervallen.

## Verwante afbeeldingen

Het wapen van Bernisse

Alkemade 
· Ameide 
· Ammerstol 
· Arkel 
· Asperen 
· Benthuizen 
· Bergambacht 
· Bergschenhoek 
· Berkel en Rodenrijs 
· Bernisse 
· Binnenmaas 
· Bleiswijk 
· Bleskensgraaf en Hofwegen
· Bodegraven 
· Boskoop
· Brielle 
· Cromstrijen 
· De Lier 
· Delfshaven 
· Dirksland 
· Everdingen 
· Geervliet 
· Giessenburg 
· Giessenlanden
· Goedereede 
· Goudswaard 
· Graafstroom 
· 's-Gravendeel 
· 's-Gravenzande 
· Groot-Ammers
· Hagestein 
· Haastrecht 
· Hazerswoude 
· Heenvliet 
· Heerjansdam 
· Hei- en Boeicop
· Heinenoord
· Hellevoetsluis 
· Hillegersberg
· Jacobswoude
· Kamerik
· Korendijk
· Koudekerk aan den Rijn
· Krimpen aan de Lek
· Langerak
· Leerdam
· Leidschendam
· Leimuiden
· Lexmond
· Liemeer
· Liesveld
· Maasland
· Middelharnis
· Mijnsheerenland
· Moerhuizen
· Moerkapelle
· Molenwaard
· Monster
· Moordrecht
· Naaldwijk
· Nederlek
· Nieuw-Beijerland
· Nieuwerkerk aan den IJssel
· Nieuw-Lekkerland
· Nieuwpoort
· Nieuwveen
· Noordwijkerhout
· Nootdorp
· Numansdorp
· Oostflakkee
· Oostvoorne
· Oud-Alblas
· Oud-Beijerland 
· Oude-Tonge 
· Oudenhoorn 
· Ouderkerk 
· Ouderkerk aan den IJssel
· Overschie
· Piershil 
· Pijnacker 
· Poortugaal 
· Puttershoek 
· Reeuwijk 
· Rhoon 
· Rijnsaterwoude 
· Rijnsburg 
· Rijnwoude 
· Rockanje 
· Rozenburg 
· Sassenheim 
· Schelluinen 
· Schipluiden 
· Schoonhoven 
· Schoonrewoerd 
· Sommelsdijk 
· Spijkenisse 
· Streefkerk 
· Strijen 
· Ter Aar 
· Valkenburg 
· Vianen 
· Vierpolders 
· Vlist 
· Voorburg 
· Voorhout 
· Warmond 
· Wateringen 
· Westmaas 
· Westvoorne 
· Woerden 
· Woubrugge 
· Zederik 
· Zevenhoven 
· Zevenhuizen 
· Zevenhuizen-Moerkapelle 
· Zuid-Beijerland 
· Zuidland 
· Zwammerdam 
· Zwartewaal